# 法曹コース
法曹コース（ほうそうコース）は、大学の学部に設置される教育課程。

## 概要
2019年6月に「法科大学院の教育と司法試験等の連携等に関する法律」などの法改正が行われ、2020年4月より大学に設置されることとなった教育課程。主に法学部の学生を対象に、法学部と連携協定を結ぶ法科大学院が、体系的、一体的な教育課程を編成し、法曹を志す学生に効果的な教育を行うことが目指される。
法曹コースを設置できる大学の学部は、授与される学位に付記される分野が法学に関する学部。法曹コースの学部で行われる授業は、法科大学院未修者コース1年目の授業を代替するものであり、法曹コースの学部を卒業した者は法科大学院既修者コース1年目に進学して法曹を目指すということを想定する。
法曹コースとは学部を3年で卒業する早期卒業を前提とした制度である。学部を早期卒業して連携している法科大学院に進むことを標準的な進路とする。早期卒業をすることができなかった場合でも、学部4年目も学習を続けて学部を卒業することが可能となっている。
法学部と法科大学院で学習する事柄は社会のルールである法律であるため、法曹以外の職業に就く場合にも役立つものであるため、法曹以外の道で活躍することも可能であるため、法曹コースを選択する時点で将来の進路は法曹になることのみに絞っている必要は無い。
法曹コースに進むことができるのは、2019年以降に学部に入学した学生とする。法曹コースに進むことを希望する学生は、学部の2年目に進級する際に法曹コースに進むことを選択することとする。法曹コースに進むことができても、必ず連携する法科大学院に進むことが可能となるわけではない。法科大学院の入学試験を受験して合格する必要がある。
法科大学院を付設していない大学の法学部は、別の大学に付設されている法科大学院と連携しているため、法科大学院が無ければ法曹コースを設置することができないということは無い。法曹コースを設置している大学の学部は、大抵の大学が同じ大学に付設されている法科大学院と連携しており、その法科大学院に進むということになっているものの、中には法曹コースを設置している大学に法科大学院が付設されているというものの、その法科大学院に進まずに外部の法科大学院に進めるという進路を用意しているところも存在する。明治大学の法曹コースは慶應義塾大学法科大学院と中央大学法科大学院と連携しており、学部を卒業してからは明治大学ではなく慶應義塾大学か中央大学にも進める。同志社大学は神戸大学法科大学院とも連携しており、卒業後は神戸大学にも進める。立命館大学は中央大学法科大学院と名古屋大学法科大学院と神戸大学法科大学院と連携している。